# 瑪麗蓮·莫斯比
瑪麗蓮·瓊斯·莫斯比（英語：Marilyn Jones Mosby，1980年1月22日—），是一位美國律師，現任美國馬里蘭州巴爾的摩市州檢察官。
她因為在2015年5月1日，宣布正式起訴六名涉及弗雷迪·格雷之死的警員二級謀殺與過失殺人（Involuntary manslaughter）罪，而在全美國知名。

## 早年生活
莫斯比出生於波士顿附近的多切斯特，由祖母撫養長大。她的父母都是擔任警察，且她的家族中有5人擔任警察。她曾於離家一小時車程的Dover-Sherborn High School求學，並參加了學生會兼校報主編；對法律工作產生興趣，是因為她的17歲表哥，被另一個17歲少年誤認為毒販，而遭到槍擊身亡。
她曾獲得獎學金，在阿拉巴馬州塔斯基吉大学學習 ；並遇見了未來的丈夫尼克·莫斯比（Nick Mosby），尼克現在是巴爾的摩市議會的議員 ；之後她在波士顿学院法学院，取得了法律博士學位。

## 職業生涯
2005年至2012年間，她擔任巴爾的摩市助理州檢察官。2012年，她是利寶互助保險公司的律師。
2013年，她宣布參選巴爾的摩市的州檢察官。她在民主黨的黨內初選中主打反對當時的擔任州檢察官的格雷格·伯恩斯坦（Gregg Bernstein），這使她在黨內初選中獲得了55％的選票，其後她在沒有反對黨參選人的情況下參加大選，結果她以94％的選票擊敗了獨立參選人Russell A. Neverdon Sr.。在此次選舉中，她是全美國最年輕的州檢察官候選人。
她在2015年1月8日宣誓就職。5月1日，她起訴了六名涉及弗雷迪·格雷之死的警員二級謀殺與過失殺人（Involuntary manslaughter）罪。

## 家庭
她嫁給了巴爾的摩市議員尼克·莫斯比，兩人在2005年結婚。他們育有兩個女兒，住在鄰近巴爾的摩市的水庫山區。